# لياندرو غارسيا موراليس
لياندرو غارسيا موراليس (بالإسبانية: Leandro García Morales) مواليد 27 يونيو 1982 في مونتفيدو، هو لاعب كرة سلة أوروغوياني. بدأ مسيرته الاحترافية في سنة 2000. يلعب في دوري الأوروغواي لكرة السلة. يبلغ طوله 6 قدم 1 بوصة (1.9 م). حقق المركز الثالث في دورة الألعاب الأمريكية 2007.

## الميداليات
| الميدالية | المسابقة                    |
| --------- | --------------------------- |
| برونزية   | دورة الألعاب الأمريكية 2007 |

## روابط خارجية
- لياندرو غارسيا موراليس على موقع الاتحاد الدولي لكرة السلة (الإنجليزية)
- لياندرو غارسيا موراليس على موقع كرة السلة الأوروبية.كوم (الإنجليزية)
- لياندرو غارسيا موراليس على موقع كلية كرة السلة في سبورتس رفرنس.كوم (الإنجليزية)
- لياندرو غارسيا موراليس على موقع ريلجم (الإنجليزية)
- لياندرو غارسيا موراليس على موقع بروبوليرز (الإنجليزية)